# Floridatown
Floridatown est une census-designated place située dans le comté de Santa Rosa, dans l’État de Floride, aux États-Unis. Sa population s’élevait à 244 habitants en 2010. Floridatown n’est pas incorporée.

## Démographie
| Groupe            | Floridatown | Floride | États-Unis |
| ----------------- | ----------- | ------- | ---------- |
| Blancs            | 93,9        | 75,0    | 72,4       |
| Métis             | 2,9         | 2,5     | 2,9        |
| Amérindiens       | 1,2         | 0,4     | 0,9        |
| Autres            | 2,0         | 22,0    | 23,6       |
| Total             | 100         | 100     | 100        |
|                   |             |         |            |
| Latino-Américains | 2,0         | 22,5    | 16,7       |

Selon l'American Community Survey, pour la période 2011-2015, 96,30 % de la population âgée de plus de 5 ans déclare parler l'anglais à la maison, 1,85 % déclare parler l'espagnol et 1,85 % l'allemand.
| 2000 | 2010 | - | - | - | - |
| ---- | ---- | - | - | - | - |
| 153  | 244  | - | - | - | - |